# Evangelische Volkspartei
Die Evangelische Volkspartei der Schweiz (französisch Parti Evangelique Suisse, italienisch Partito Evangelico Svizzero) ist eine christliche Schweizer Partei und zählt sich selbst zur politischen Mitte.
Bei den Schweizer Parlamentswahlen 2023 büsste die EVP 0,1 Prozentpunkte Wähleranteil ein und verlor damit den zusätzlichen dritten Sitz wieder, den sie 2019 gewonnen hatte. Seit 2007 bilden die Abgeordneten der EVP und der CVP eine gemeinsame Fraktion, bis 2011 zusammen mit denjenigen der GLP, ab 2019 zusammen mit denjenigen der BDP unter dem Namen Mitte-Fraktion. Nach dem Zusammenschluss von CVP und BDP zur Partei Die Mitte Ende 2020 verbindet die Fraktion die Abgeordneten der Mitte und der EVP.

## Positionen
Bei Fragen der Umverteilung und der Bildung sowie bei Umweltthemen, Ausländer- und Asylpolitik steht die EVP eher links; bei gesellschaftspolitischen Themen ist sie eher wertkonservativ. In wirtschafts- und finanzpolitischen Sachfragen vertritt die EVP Positionen der politischen Mitte.

## Organisation und Mandatsträger
Die EVP hat 18 kantonale Sektionen und ist in zehn Kantonsparlamenten vertreten (Stand März 2020). Im Mai 2004 wurde im Waadtland die erste rein französischsprachige Kantonalpartei gegründet. Seit August 2004 existiert unter dem Namen *jevp, neu: Junge EVP, auch eine Jungpartei, das Co-Präsidium teilen sich Leona Eckert und Lea Blattner.
Auf Ende November 2022 trat Marianne Streiff-Feller aus dem Nationalrat zurück, ihr Nachfolger ist Marc Jost, der nach ihr bei den Nationalratswahlen 2019 am zweitmeisten Stimmen der Berner Liste hatte.
Bei den Nationalratswahlen 2023 verlor Lilian Studer ihren Sitz. Nunmehr hält die EVP 2 Sitze: Nik Gugger für den Kanton Zürich und Marc Jost für den Kanton Bern.
Parteipräsidentin ist seit 2021 Lilian Studer. Generalsekretär ist seit 2018 Roman Rutz. Die Partei ist Mitglied der Parteien-Vereinigung Europäische Christliche Politische Partei.

## Geschichte
Am 4. März 1917 wurde in der Freien Kirche Uster die «Protestantisch-christliche Partei» gegründet und 1918 in Bern die «Politische Vereinigung christlicher Bürger». Auf Initiative der Berner wurde vor den Nationalratswahlen 1919 die Evangelische Volkspartei der Schweiz in Brugg gegründet. Bei diesen Wahlen gelang der EVP der Gewinn eines Nationalratssitzes im Kanton Zürich. Diesen Sitz behielt die EVP bis zu ihrem vorübergehenden Ausscheiden aus dem nationalen Parlament 1939. Vier Jahre später gelang ihr der Rückgewinn, 1959 gewann sie einen zweiten, 1963 einen dritten Sitz. Diese Anzahl von drei Sitzen blieb unverändert, bis die EVP 1995 einen Sitzverlust verzeichnen musste, den sie aber bei den Wahlen 1999 mit einem zusätzlichen Mandat im Kanton Aargau für die folgenden acht Jahre wieder ausgleichen konnte.
Ab 1951 bildete die EVP im Nationalrat eine Fraktion mit den Demokraten, danach zwischen 1971 und 1979 mit der Liberalen Partei, anschliessend ab 1979 bis zu dessen Auflösung 1999 mit dem Landesring der Unabhängigen. Zwischen 2003 und 2007 existierte eine Fraktion der drei EVP-Vertreter mit den zwei Nationalräten der evangelikal-konservativen EDU. Die folgenden vier Jahre schloss sich die EVP mit den Grünliberalen und der CVP zu einer gemeinsamen Fraktion zusammen. Seit die Grünliberalen 2011 alleine Fraktionsstärke erreicht haben, bilden CVP (ab 2021 Die Mitte) und EVP 2011 eine gemeinsame Fraktion der politischen Mitte.
Ende 1989 hatte die EVP Schweiz rund 4000 Mitglieder mit einem Durchschnittsalter von etwas über 50 Jahren. Davon gehörten 85 Prozent zur reformierten Kirche, 6 Prozent zur methodistischen Kirche vor den Chrischona-Gemeinden und den Freien Evangelischen Gemeinden. Mehr als fünf Prozent der Mitglieder waren zu diesem Zeitpunkt selbständig erwerbend. Mehr als 40 Prozent aller Mitglieder der EVP Schweiz wohnten 1989 im Kanton Zürich, danach folgte Bern mit mehr als 20 Prozent Anteil. Die durchschnittliche Dauer einer Mitgliedschaft betrug zu diesem Zeitpunkt 13 Jahre.
In einzelnen Gemeinden spielt die EVP eine wichtige Rolle. In Riehen stellte sie etwa ab 1970 das Gemeindepräsidium, das sie 2014 zwar verlor, aber 2022 zurückgewinnen konnte. Bei den Regierungsratswahlen 2023 im Kanton Basel-Landschaft gewann die EVP mit Thomi Jourdan zum ersten Mal in der Parteigeschichte einen Sitz in einer Kantonsregierung.

### Zürich
Bereits 1917 errang die «Protestantisch-christliche Partei» zwei Kantonsratsmandate. 1922 sandte die EVP den ersten Vertreter in den Grossen Gemeinderat der Stadt Zürich, in welchem sie von 1954 bis 2014 ohne Unterbruch vertreten war. Den höchsten Wähleranteil erreichte sie in den 1970er-Jahren mit 8,3 % Stimmen und der Wahl Ruedi Aeschbachers 1978 in den Stadtrat von Zürich. Später pendelte der Wähleranteil zwischen drei und sechs Prozent, bis die Partei 2014 in der Stadt Zürich an der zwischenzeitlich eingeführten Fünfprozenthürde knapp scheiterte. Auch im Kantonsrat halbierte sich die Anzahl der Mandate seit Mitte der 1970er- und Anfang der 1980er-Jahre. Bei den Kommunalwahlen 2018 gelang der EVP dank einer Listenverbindung mit der BDP schliesslich der Wiedereinzug in das Stadtparlament, wo sie vier Sitze erreichte.

## Wahlergebnisse

### Nationalrat
| Jahr                                                  | %        | Sitze | gewählt                                                            |
| ----------------------------------------------------- | -------- | ----- | ------------------------------------------------------------------ |
| 1919                                                  | 0,81 %   | 1     | Hans Hoppeler (ZH)                                                 |
| 1922                                                  | 0,86 %   | 1     | Hans Hoppeler (ZH)                                                 |
| 1925                                                  | 0,93 %   | 1     | Hans Hoppeler (ZH)                                                 |
| 1928                                                  | 0,70 %   | 1     | Hans Hoppeler (ZH)                                                 |
| 1931                                                  | 0,98 %   | 1     | Hans Hoppeler (ZH)                                                 |
| 1935                                                  | 0,74 %   | 1     | Hans Hoppeler (ZH)                                                 |
| 1939                                                  | 0,93 % 1 | 0     |                                                                    |
| 1943                                                  | 0,41 %   | 1     | Paul Zigerli (ZH)                                                  |
| 1947                                                  | 0,94 %   | 1     | Paul Zigerli (ZH)                                                  |
| 1951                                                  | 0,99 %   | 1     | Paul Zigerli (ZH)                                                  |
| 1955                                                  | 0,91 %   | 1     | Paul Zigerli (ZH)                                                  |
| 1959                                                  | 1,43 %   | 2     | Willy Sauser (ZH) Ernst Schmid (ZH)                                |
| 1963                                                  | 1,63 %   | 2     | Willy Sauser (ZH) Ernst Schmid (ZH)                                |
| 1967                                                  | 1,58 %   | 3     | Willy Sauser (ZH) Ernst Schmid (ZH) Paul Aebischer (BE)            |
| 1971                                                  | 2,15 %   | 3     | Willy Sauser (ZH) Heinrich Schalcher (ZH) Otto Zwygart senior (BE) |
| 1975                                                  | 1,97 %   | 3     | Willy Sauser (ZH) Heinrich Schalcher (ZH) Otto Zwygart senior (BE) |
| 1979                                                  | 2,22 %   | 3     | Heinrich Schalcher (ZH) Hans Oester (ZH) Otto Zwygart senior (BE)  |
| 1983                                                  | 2,08 %   | 3     | Hans Oester (ZH) Max Dünki (ZH) Otto Zwygart junior (BE)           |
| 1987                                                  | 1,93 %   | 3     | Hans Oester (ZH) Max Dünki (ZH) Otto Zwygart junior (BE)           |
| 1991                                                  | 1,89 %   | 3     | Max Dünki (ZH) Ernst Sieber (ZH) Otto Zwygart junior (BE)          |
| 1995                                                  | 1,79 %   | 2     | Max Dünki (ZH) Otto Zwygart junior (BE)                            |
| 1999                                                  | 1,83 %   | 3     | Ruedi Aeschbacher (ZH) Otto Zwygart junior (BE) Heiner Studer (AG) |
| 2003                                                  | 2,28 %   | 3     | Ruedi Aeschbacher (ZH) Walter Donzé (BE) Heiner Studer (AG)        |
| 2007                                                  | 2,45 %   | 2     | Ruedi Aeschbacher (ZH) Walter Donzé (BE)                           |
| 2011                                                  | 2,00 %   | 2     | Maja Ingold (ZH) Marianne Streiff (BE)                             |
| 2015                                                  | 1,90 %   | 2     | Maja Ingold (ZH) Marianne Streiff (BE)                             |
| 2019                                                  | 2,08 %   | 3     | Nik Gugger (ZH) Marianne Streiff (BE) Lilian Studer (AG)           |
| 2023                                                  | 2,02 %   | 2     | Nik Gugger (ZH) Marc Jost (BE)                                     |
| 1 Aussagekraft begrenzt, da stille Wahl in 9 Kantonen |          |       |                                                                    |

### Kantonsparlamente
| Jahr | National- rat | Kantonsparlamente | Kantonsparlamente | Kantonsparlamente | Kantonsparlamente | Kantonsparlamente | Kantonsparlamente | Kantonsparlamente | Kantonsparlamente | Kantonsparlamente | Kantonsparlamente | Kantonsparlamente | Kantonsparlamente | Kantonsparlamente | Kantonsparlamente | Kantonsparlamente | Kantonsparlamente | Kantonsparlamente | Kantonsparlamente | Kantonsparlamente | Kantonsparlamente | Kantonsparlamente | Kantonsparlamente | Kantonsparlamente | Kantonsparlamente | Kantonsparlamente | Kantonsparlamente |
| Jahr | National- rat | ZH                | BE                | LU                | UR                | SZ                | OW                | NW                | GL                | ZG                | FR                | SO                | BS                | BL                | SH                | AR                | AI                | SG                | GR                | AG                | TG                | TI                | VD                | VS                | NE                | GE                | JU                |
| --- | ------------- | ----------------- | ----------------- | ----------------- | ----------------- | ----------------- | ----------------- | ----------------- | ----------------- | ----------------- | ----------------- | ----------------- | ----------------- | ----------------- | ----------------- | ----------------- | ----------------- | ----------------- | ----------------- | ----------------- | ----------------- | ----------------- | ----------------- | ----------------- | ----------------- | ----------------- | ----------------- |
| 2007 | 2,4           | 5,2               |                   | 0,5               |                   |                   |                   |                   |                   |                   |                   |                   |                   | 5,6               |                   | *                 | *                 |                   |                   |                   |                   | n. a.             | 0,4               |                   |                   |                   |                   |
| 2008 |               |                   |                   |                   | n. a.             | n. a.             |                   |                   |                   |                   |                   |                   | 5,2               |                   | 2,4               |                   |                   | 2,3               |                   |                   | 5,0               |                   |                   |                   |                   |                   |                   |
| 2009 |               |                   |                   |                   |                   |                   |                   |                   |                   |                   |                   | 1,8               |                   |                   |                   |                   |                   |                   |                   | 4,5               |                   |                   |                   | n. a.             | 0,7               | n. a.             |                   |
| 2010 |               |                   | 5,9               |                   |                   |                   | n. a.             | n. a.             | n. a.             | n. a.             |                   |                   |                   |                   |                   |                   |                   |                   | *                 |                   |                   |                   |                   |                   |                   |                   | n. a.             |
| 2011 | 2,0           | 3,8               |                   | n. a.             |                   |                   |                   |                   |                   |                   | 0,4               |                   |                   | 4,7               |                   | 2,2               | *                 |                   |                   |                   |                   | n. a.             |                   |                   |                   |                   |                   |
| 2012 |               |                   |                   |                   | n. a.             | n. a.             |                   |                   |                   |                   |                   |                   | 4,2               |                   | 2,2               |                   |                   | 2,2               |                   | 3,9               | 4,7               |                   | 0,6               |                   |                   |                   |                   |
| 2013 |               |                   |                   |                   |                   |                   |                   |                   |                   |                   |                   | 1,4               |                   |                   |                   |                   |                   |                   |                   |                   |                   |                   |                   | n. a.             | n. a.             | n. a.             |                   |
| 2014 |               |                   | 6,4               |                   |                   |                   | n. a.             | n. a.             | n. a.             | n. a.             |                   |                   |                   |                   |                   |                   |                   |                   | *                 |                   |                   |                   |                   |                   |                   |                   |                   |
| 2015 | 1,9           | 4,3               |                   | 0,2               |                   |                   |                   |                   |                   |                   |                   |                   |                   | 5,4               |                   | 2,1               | *                 |                   |                   |                   |                   | n. a.             |                   |                   |                   |                   | n. a.             |
| 2016 |               |                   |                   |                   | n. a.             | 0,3               |                   |                   |                   |                   | n. a.             |                   | 1,4               |                   | 2,4               |                   |                   | 1,7               |                   | 4,0               | 4,9               |                   |                   |                   |                   |                   |                   |
| 2017 |               |                   |                   |                   |                   |                   |                   |                   |                   |                   |                   | 1,1               |                   |                   |                   |                   |                   |                   |                   |                   |                   |                   | 0,3               | n. a.             | n. a.             |                   |                   |
| 2018 |               |                   | 6,2               |                   |                   |                   | n. a.             | n. a.             | n. a.             | n. a.             |                   |                   |                   |                   |                   |                   |                   |                   | *                 |                   |                   |                   |                   |                   |                   | n. a.             |                   |
| 2019 | 2,1           | 4,2               |                   | 0,6               |                   |                   |                   |                   |                   |                   |                   |                   |                   | 4,9               |                   | 2,6               | *                 |                   |                   |                   |                   | 0,2               |                   |                   |                   |                   |                   |
| 2020 |               |                   |                   |                   | n. a.             | n. a.             |                   |                   |                   |                   |                   |                   | 3,6               |                   | 2,6               |                   |                   | 2,3               |                   | 4,2               | 4,8               |                   |                   |                   |                   |                   | 0,6               |
| 2021 |               |                   |                   |                   |                   |                   |                   |                   |                   |                   | 0,3               | 1,9               |                   |                   |                   |                   |                   |                   |                   |                   |                   |                   |                   | n. a.             | 0,7               |                   |                   |
| 2022 |               |                   | 5,6               |                   |                   |                   | n. a.             | n. a.             | n. a.             | 0,5               |                   |                   |                   |                   |                   |                   |                   |                   | n. a.             |                   |                   |                   | 0,3               |                   |                   |                   |                   |
| 2023 | 2,0           | 3,9               |                   | 0,1               |                   |                   |                   |                   |                   |                   |                   |                   |                   | 5,2               |                   | 2,4               | *                 |                   |                   |                   |                   | n. a.             |                   |                   |                   | n. a.             |                   |
| 2024 |               |                   |                   |                   | n. a.             | 0,2               |                   |                   |                   |                   |                   |                   | 3,5               |                   | 3,2               |                   |                   | 1,8               |                   | 3,9               | 4,9               |                   |                   |                   |                   |                   |                   |
| 2025 |               |                   |                   |                   |                   |                   |                   |                   |                   |                   |                   | …                 |                   |                   |                   |                   |                   |                   |                   |                   |                   |                   |                   | …                 | …                 |                   | …                 |
| Legende: * – Landsgemeinde oder Majorzwahlen/Gemeindeversammlungen in mehreren/allen Wahlkreisen; … – zuk. Wahlen im laufenden Jahr; gelb – Einzug ins Parlament; n. a. – nicht angetreten; Wahlergebnisse in Prozent; Quelle: |               |                   |                   |                   |                   |                   |                   |                   |                   |                   |                   |                   |                   |                   |                   |                   |                   |                   |                   |                   |                   |                   |                   |                   |                   |                   |                   |